# 60 mètres haies masculin aux championnats du monde d'athlétisme en salle 2014
Navigation
2012 2016
Le 60 mètres haies masculin des Championnats du monde en salle 2014 s'est déroulé les 8 et 9 mars 2014 à l'Ergo Arena de Sopot, en Pologne.

## Résultats

### Séries
Qualification : les trois premiers de chaque série (Q) et les quatre meilleurs temps (q) se qualifient pour les demi-finales.
| Rang | Série | Athlète                 | Nationalité  | Temps  | Notes |
| ---- | ----- | ----------------------- | ------------ | ------ | ----- |
| 1    | 1     | Pascal Martinot-Lagarde | France       | 7 s 56 | Q     |
| 1    | 4     | Andrew Pozzi            | Royaume-Uni  | 7 s 56 | Q, PB |
| 1    | 4     | Garfield Darien         | France       | 7 s 56 | Q     |
| 4    | 3     | William Sharman         | Royaume-Uni  | 7 s 59 | Q, PB |
| 5    | 3     | Omo Osaghae             | États-Unis   | 7 s 61 | Q     |
| 5    | 2     | Dominic Berger          | États-Unis   | 7 s 61 | Q     |
| 7    | 2     | Sergueï Choubenkov      | Russie       | 7 s 62 | Q     |
| 8    | 4     | Balázs Baji             | Hongrie      | 7 s 63 | Q, SB |
| 9    | 1     | Erik Balnuweit          | Allemagne    | 7 s 64 | Q     |
| 10   | 4     | Konstadinos Douvalidis  | Grèce        | 7 s 65 | q     |
| 11   | 2     | Andrew Riley            | Jamaïque     | 7 s 66 | Q     |
| 12   | 3     | Dominik Bochenek        | Pologne      | 7 s 68 | Q     |
| 13   | 3     | Konstantin Shabanov     | Russie       | 7 s 71 | q     |
| 14   | 4     | Gregor Traber           | Allemagne    | 7 s 73 | q     |
| 15   | 1     | Xie Wenjun              | Chine        | 7.74   | Q     |
| 15   | 3     | Jhoanis Portilla        | Cuba         | 7 s 74 | q PB  |
| 15   | 1     | Abdulaziz Al-Mandeel    | Koweït       | 7 s 74 | NR    |
| 18   | 2     | Yordan O'Farrill        | Cuba         | 7 s 75 | SB    |
| 19   | 1     | Paolo Dal Molin         | Italie       | 7 s 76 |       |
| 20   | 2     | Jackson Quiñónez        | Espagne      | 7 s 78 |       |
| 21   | 3     | Aliaksandr Linnik       | Biélorussie  | 7 s 79 |       |
| 22   | 2     | Koen Smet               | Pays-Bas     | 7 s 80 |       |
| 23   | 2     | Martin Mazáč            | Tchéquie     | 7 s 90 |       |
| 24   | 4     | Philip Nossmy           | Suède        | 7 s 92 |       |
| 25   | 3     | Héctor Cotto            | Porto Rico   | 7 s 94 |       |
| 26   | 1     | Amir Shaker             | Irak         | 7 s 96 | NR    |
| 27   | 4     | Iong Kim Fai            | Modèle:Macau | 8 s 34 | NR    |
| 28   | 3     | Nelson Camilo Acebey    | Bolivie      | 8 s 48 | PB    |
| 29   | 2     | Eslam Abdelatif         | Égypte       | 8 s 69 | PB    |
| -    | 4     | Michael Herreros        | Guam         | DQ     |       |
| -    | 1     | Rasul Dabó              | Portugal     | DNF    |       |

### Demi-finales
Qualification : les 4 premiers de chaque série (Q) se qualifient pour la finale.
| Rang | Série | Athlète                 | Nationalité | Temps  | Notes |
| ---- | ----- | ----------------------- | ----------- | ------ | ----- |
| 1    | 1     | Omo Osaghae             | États-Unis  | 7 s 49 | Q, PB |
| 2    | 1     | Pascal Martinot-Lagarde | France      | 7 s 50 | Q     |
| 3    | 2     | Garfield Darien         | France      | 7 s 52 | Q, PB |
| 4    | 1     | William Sharman         | Royaume-Uni | 7 s 53 | Q, PB |
| 5    | 1     | Erik Balnuweit          | Allemagne   | 7 s 54 | Q, PB |
| 6    | 2     | Andrew Pozzi            | Royaume-Uni | 7 s 56 | Q, PB |
| 7    | 2     | Gregor Traber           | Allemagne   | 7 s 58 | Q, PB |
| 8    | 2     | Andrew Riley            | Jamaïque    | 7 s 59 | Q, SB |
| 9    | 1     | Konstadinos Douvalidis  | Grèce       | 7 s 62 |       |
| 10   | 1     | Balázs Baji             | Hongrie     | 7 s 63 | SB    |
| 11   | 2     | Dominic Berger          | États-Unis  | 7 s 64 |       |
| 12   | 2     | Dominik Bochenek        | Pologne     | 7 s 66 |       |
| 13   | 2     | Sergueï Choubenkov      | Russie      | 7 s 66 |       |
| 14   | 1     | Konstantin Shabanov     | Russie      | 7 s 67 |       |
| 15   | 1     | Xie Wenjun              | Chine       | 7 s 71 |       |
| 16   | 2     | Jhoanis Portilla        | Cuba        | 8 s 03 |       |

### Finale
| Place              | Athlète                 | Pays        | Temps  | Note |
| ------------------ | ----------------------- | ----------- | ------ | ---- |
| Médaille d'or      | Omo Osaghae             | États-Unis  | 7 s 45 | WL   |
| Médaille d'argent  | Pascal Martinot-Lagarde | France      | 7 s 46 |      |
| Médaille de bronze | Garfield Darien         | France      | 7 s 47 | PB   |
| 4                  | Andrew Pozzi            | Royaume-Uni | 7 s 53 | PB   |
| 5                  | Gregor Traber           | Allemagne   | 7 s 56 | PB   |
| 6                  | Erik Balnuweit          | Allemagne   | 7 s 56 |      |
| 7                  | William Sharman         | Royaume-Uni | 7 s 60 |      |
| -                  | Andrew Riley            | Jamaïque    | DNS    |      |

## Légende
Records et Performances
- AR : Record continental (area record)
- CR : Record des championnats (championship record)
- MR : Record du meeting (meet record)
- NR : Record national (national record)
- OR : Record olympique (olympic record)
- PR : Record paralympique (paralympic record)
- PB : Record personnel (personal best)
- SB : Meilleure performance personnelle de la saison (season's best)
- WL : Meilleure performance mondiale de l'année (world leader)
- WJR : Record du monde junior (world junior record)
- WR : Record du monde (world record)

Circonstances et Conditions
- DNF : N'a pas terminé (did not finish)
- DNS : N'a pas pris le départ (did not start)
- DQ : Disqualification (disqualification)
- NM : Aucun essai valable enregistré (No Mark)
- Q : Qualifié « directement » au prochain tour (ou à la prochaine compétition), lors d'une compétition majeure, grâce au classement ou à la réalisation des minima (automatic qualifier)
- q : Qualifié au prochain tour (ou à la prochaine compétition), lors d'une compétition majeure, grâce au repêchage ou à la réalisation de l'une des meilleures performances parmi celles des « non qualifiés directement » (grâce au meilleur temps ou à la meilleure distance par exemple) (secondary qualifier)